# Ethno-musée à Drača
L'ethno-musée à Drača (en serbe cyrillique : Етнографски музеј у Драчи ; en serbe latin : Etnografski muzej u Drači) se trouve à Drača, dans la municipalité de Stanovo, sur le territoire de la Ville de Kragujevac et dans le district de Šumadija, en Serbie. Il est inscrit sur la liste des monuments culturels d'importance exceptionnelle de la République de Serbie (identifiant no SK ?).

## Présentation
Le musée est situé dans la cour d'une ancienne propriété rurale ; il se compose d'une maison, d'un vajat, d'un koš et d'un monument remontant à 1902.
De plan rectangulaire, la maison est constituée d'un simple rez-de-chaussée ; les murs sont construits selon la technique des colombages ; l'avant du bâtiment est précédé d'un porche-galerie à arcades. Le toit à quatre pans est recouvert de tuiles.
Le vajat a été utilisé comme bâtiment administratif du village de 1830 à 1902. Il se présente comme une cabane en rondins carrée, reposant sur un socle en pierres concassées ; le toit en croupe est recouvert de bardeaux.
Le koš, sorte de séchoir à céréales, repose sur des fondations surélevées pour éviter l'intrusion des animaux « nuisibles » aux récoles ; ses murs sont formés d'un réseau de planches permettant la circulation de l'air pour le séchage ; il est doté d'un porche et d'un toit en tuiles réalisés ultérieurement.
En 1984, le monument culturel qui était appelé « cour ethnographique à Drača » est devenu un musée ethnographique.